# Itálie na Letních olympijských hrách 1988
Itálii na Letních olympijských hrách v roce 1988 v jihokorejském Soulu reprezentovala výprava 253 sportovců (212 mužů a 41 žen) vw 23 sportech.

## Medailisté
| Medaile | Jméno                                                                                             | Sport           | Soutěž                      |
| ------- | ------------------------------------------------------------------------------------------------- | --------------- | --------------------------- |
| Zlato   | Gelindo Bordin                                                                                    | Atletika        | Muži maratonský běh         |
| Zlato   | Giovanni Parisi                                                                                   | Box             | Muži pérová váha do 57 kg   |
| Zlato   | Stefano Cerioni                                                                                   | Šerm            | Muži fleret                 |
| Zlato   | Vincenzo Maenza                                                                                   | Zápas           | muži, řecko-římský do 48 kg |
| Zlato   | Carmine Abbagnale Giuseppe Abbagnale Giuseppe Di Capua                                            | Veslování       | Muži dvojka s kormidelníkem |
| Zlato   | Agostino Abbagnale Davide Tizzano Piero Poli Gianluca Farina                                      | Veslování       | Muži párová čtyřka          |
| Stříbro | Carlo Massullo                                                                                    | Moderní pětiboj | Jednotlivci                 |
| Stříbro | Carlo Massullo Daniele Masala Gianluca Tiberti                                                    | Moderní pětiboj | Družstvo mužů               |
| Stříbro | Salvatore Antibo                                                                                  | Atletika        | Muži běh na 10 000 m        |
| Stříbro | Francesca Bortolozziová Dorina Vaccaroniová Margherita Zalaffi Annapia Gandolfi Lucia Traversaová | Šerm            | Družstvo žen fleret         |
| Bronz   | Maurizio Damilano                                                                                 | Atletika        | Muži chůze 20 km            |
| Bronz   | Giovanni Scalzo                                                                                   | Šerm            | Muži šavle                  |
| Bronz   | Stefano Battistelli                                                                               | Plavání         | Muži 400 m polohový závod   |
| Bronz   | Gianfranco Dalla Barba Marco Marin Ferdinando Meglio Giovanni Scalzo Massimo Cavaliere            | Šerm            | Družstvo mužů šavle         |